# Danionella
Danionella (лат.) — род лучепёрых рыб из семейства карповых. Пресноводные рыбы, обитающие в Мьянме и Западной Бенгалии (Индия). В род входят одни из мельчайших рыб в мире. У представителей рода нет чешуи и боковой линии.
На момент своего описания, Danionella translucida была мельчайшим пресноводным позвоночным. Длина взрослой особи этого вида 10—12 мм.
У представителей вида D. dracula есть костяные зубы.

## Классификация
На март 2024 года в род включают 5 видов: 
- Danionella cerebrum Britz, Conway et Rüber, 2021
- Danionella dracula Britz, Conway et Rüber, 2009
- Danionella mirifica Britz, 2003
- Danionella priapus Britz, 2009
- Danionella translucida Roberts, 1986